# Hessed Mufla
Hessed Mufla (cunoscut în țările de limba engleză ca Amazing Grace) este un film israelian regizat de Amos Guttman.

## Distribuție
| Actor            | Personaj                   |
| ---------------- | -------------------------- |
| Sharon Alexander | Thomas                     |
| Aki Avni         | Miki, Jonathan's roommate  |
| Devorah Bertonov | Thomas' Grandmother friend |
| he               | Jonathan                   |
| Rivka Michaeli   | Yehudit (Thomas' Mother)   |
| he               | Thomas' Grandmother        |
| Ada-Valery Tal   | Neighbour                  |
| Dov Navon        |                            |
| he               | Jonathan's little sister   |
| Iggy Vaxman      |                            |